# Barlekha
Barlekha (en bengali : বড়লেখা) est une upazila du Bangladesh dans le district de Maulvi Bazar. En 1991, on y dénombrait 200 674 habitants.